# Dudley Stuart
Pour les articles homonymes, voir Stuart.
Dudley Coutts Stuart, né le 11 janvier 1803 à Londres et mort le 17 novembre 1854 à Stockholm est un homme politique britannique. 

## Biographie
Lord Dudley Coutts Stuart est le plus jeune fils de John Stuart (1er marquis de Bute) et sa deuxième épouse, Frances Coutts, fille du banquier Thomas Coutts.
En 1820, il est admis à Christ Church, Oxford. 
Le 20 juillet 1824, il épouse la princesse Christine-Égypta Bonaparte (1798-1847), fille de Lucien Bonaparte et de sa première épouse, Christine Boyer, et la sœur de la princesse Gabrielli. Ils a un fils, Paul Amadeus Francis Coutts Stuart, décédé sans alliance en 1889. 
Il est membre du Whittington Club et vice-président (puis président) de l'Association littéraire des Amis de la Pologne. 
Whig, et par la suite libéral, il est un ardent défenseur de l'indépendance de la Pologne et fut favorable à la cause des peuples de l'Europe de l'Est contre la Russie. Il reçoit Lajos Kossuth en Angleterre après son exil de Hongrie.